# Gelasma brachysoma
Gelasma brachysoma är en fjärilsart som beskrevs av Louis Beethoven Prout 1935. Gelasma brachysoma ingår i släktet Gelasma och familjen mätare. Inga underarter finns listade i Catalogue of Life.